# Kuceraianum
Kuceraianum is een geslacht van kevers uit de familie van de loopkevers (Carabidae). De wetenschappelijke naam van het geslacht is voor het eerst geldig gepubliceerd in 2002 door Morvan.

## Soorten
Het geslacht Kuceraianum omvat de volgende soorten:
- Kuceraianum azureum Morvan, 2002
- Kuceraianum kucerai Morvan, 2002